# Những cộng đồng tưởng tượng (sách)
Những cộng đồng tưởng tượng: Suy nghĩ về nguồn gốc và sự lan truyền của chủ nghĩa dân tộc (tiếng Anh: Imagined Communities: Reflections on the Origin and Spread of Nationalism) là một cuốn sách của Benedict Anderson về sự phát triển của 'cảm giác dân tộc' trong các thời đại khác nhau và ở khắp các khu vực địa lý khác nhau trên thế giới. Sách giới thiệu thuật ngữ "cộng đồng tưởng tượng" để mô tả một nhóm xã hội, đặc biệt nhất là dân tộc, từ đó thuật ngữ này được tiêu chuẩn hóa và được sử dụng trong vô vàn lĩnh vực chính trị và xã hội. Sách được xuất bản lần đầu vào năm 1983 và được tái bản với các chương bổ sung vào năm 1991 và một phiên bản có sửa đổi bổ sung nữa vào năm 2006.
Sách được nhiều người coi là có ảnh hưởng lớn trong khối khoa học xã hội, chẳng hạn Eric GE Zuelow mô tả cuốn sách là "có lẽ là cuốn sách được đọc nhiều nhất về chủ nghĩa dân tộc." Nó nằm trong số 10 ấn phẩm được trích dẫn nhiều nhất trong khối khoa học xã hội, theo dữ liệu của Google Scholar.

## Lập luận dựa trên lịch sử
Theo lý thuyết về "cộng đồng tưởng tượng" của Anderson, mấy nguyên nhân lịch sử chính của chủ nghĩa dân tộc bao gồm:
- tầm quan trọng ngày càng tăng của việc biết đọc biết viết tiếng bản xứ của quần chúng
- phong trào xóa bỏ tư tưởng quân quyền thần thụ và quân chủ thế tập
- và sự trỗi dậy của chủ nghĩa tư bản in ấn[2]

Tất cả những hiện tượng này trùng hợp với sự bắt đầu của cách mạng công nghiệp.

## Dân tộc như là cộng đồng tưởng tượng
Theo Anderson, dân tộc là do xã hội kiến tạo mà nên (socially constructed). Đối với Anderson, "dân tộc" là tư tưởng khá mới và là sản phẩm của các lực lượng 'vật chất'-'xã hội' khác nhau. Ông định nghĩa dân tộc là "một cộng đồng chính trị tưởng tượng – và mang tính 'tưởng tượng' vốn dĩ vừa có tính giới hạn vừa có tính chủ quyền". Như Anderson diễn đạt, dân tộc "có tính 'tưởng tượng' vì thành viên của ngay cả dân tộc bé nhỏ nhất cũng sẽ không bao giờ biết, gặp, hay thậm chí nghe về hầu hết thành viên cùng cộng đồng với mình, song trong tâm trí của mỗi người đều có hình ảnh về sự gần gũi với nhau." Tuy các thành viên trong cộng đồng đấy hẳn sẽ không bao giờ quen mặt thành viên khác, họ có thể có sở thích tương tự nhau hoặc đồng nhất mình làm một phần của cùng dân tộc đấy. Các thành viên đều giữ trong tâm trí mình một hình ảnh tinh thần về sự gắn bó với nhau: ví dụ như cái cảm giác tinh thần dân tộc với các thành viên khác trong dân tộc của mình khi "cộng đồng tưởng tượng" của mình tham dự vào một sự kiện tầm cỡ như Thế vận hội Olympic chẳng hạn.
Dân tộc có tính "giới hạn" ở chỗ nó có "ranh giới nếu mềm dẻo thì cũng hữu hạn, vượt ra ngoài ranh giới đó là các dân tộc khác". Nó có tính "chủ quyền" vì không có 'chế độ quân chủ vương triều' nào có thể tuyên xưng quyền thế lên nó trong thời kỳ hiện đại cả:
[K]hái niệm đấy được sinh ra trong một thời kỳ mà Khai sáng và Cách mạng đang phá hủy đi tính chính danh của bờ cõi vương triều mang tính thiên mệnh, mang tính tôn ti. Trở nên chín muồi ở một giai đoạn lịch sử nhân loại khi mà ngay cả những môn đồ mộ đạo nhất của bất kì tôn giáo phổ chúng nào cũng không tránh khỏi phải đương đầu với 'tính đa nguyên' đang sống của chính các tôn giáo đó, và 'tính tha hình' (allomorphism) giữa dải lãnh thổ và các tuyên bố bản thể luận của mỗi đức tin, các dân tộc đều mơ ước được tự do, và, nếu ở dưới Chúa, trực tiếp được thế. Thước đo và biểu trưng cho cái tự do này chính là quốc gia có chủ quyền.

Mặc dù chúng ta có thể không bao giờ nhìn thấy ai trong cộng đồng tưởng tượng của mình, chúng ta vẫn biết người ta có đó thông qua các phương tiện giao tiếp như báo chí. Ông mô tả hành động đọc báo hàng ngày là một dạng "nghi lễ đại chúng":
"Nghi lễ được cử hành trong riêng tư thinh lặng, trong hang ổ của chiếc sọ. Vậy mà mỗi kẻ giao tiếp đều nhận thấy rõ là cái nghi lễ mà hắn cử hành đấy đang được làm y như vậy đồng thời bởi hàng ngàn (hay hàng triệu) kẻ khác mà sự tồn tại của họ thì hắn tin chắc, song danh tính của họ thì hắn lại chẳng có chút ý niệm gì hết." (35)
Cuối cùng, dân tộc là một cộng đồng bởi vì:
bất chấp sự bất bình đẳng và sự bóc lột có thể đè nặng mỗi cá nhân trên thực tế, dân tộc luôn được mường tượng là một tình đồng chí sâu sắc, ngang hàng. Rốt cuộc chính cái tình huynh đệ này, trong hơn hai thế kỷ qua, mới làm cho hàng triệu con người, không hẳn là đi giết chóc, mà cái chính là có thể sẵn lòng chết cho những 'cái tưởng tượng có tính giới hạn' như vậy.

## Phê bình
Người phê bình chính yếu đầu tiên về lý thuyết của Anderson đó là Partha Chatterjee, ông cho rằng chủ nghĩa thực dân châu Âu trên thực tế đã áp đặt giới hạn lên chủ nghĩa dân tộc rồi: "Ngay cả trí tưởng tượng của chúng ta cũng hãy còn bị thực dân hóa mãi mãi" (Chatterjee, 1993: 5).
Lời phê bình thứ hai là về tầm nhìn nam tính của nó về chủ nghĩa dân tộc: "chính cái thuật ngữ 'tình đồng chí ngang hàng' (horizontal comradeship) đấy [...] mang theo nó mấy nghĩa hàm ẩn về sự đoàn kết nam tính" (Linda McDowell, 1999: 195).